# Walkemühle (Grunow-Dammendorf)
Koordinaten: 52° 6′ 58,4″ N, 14° 24′ 54,8″ O

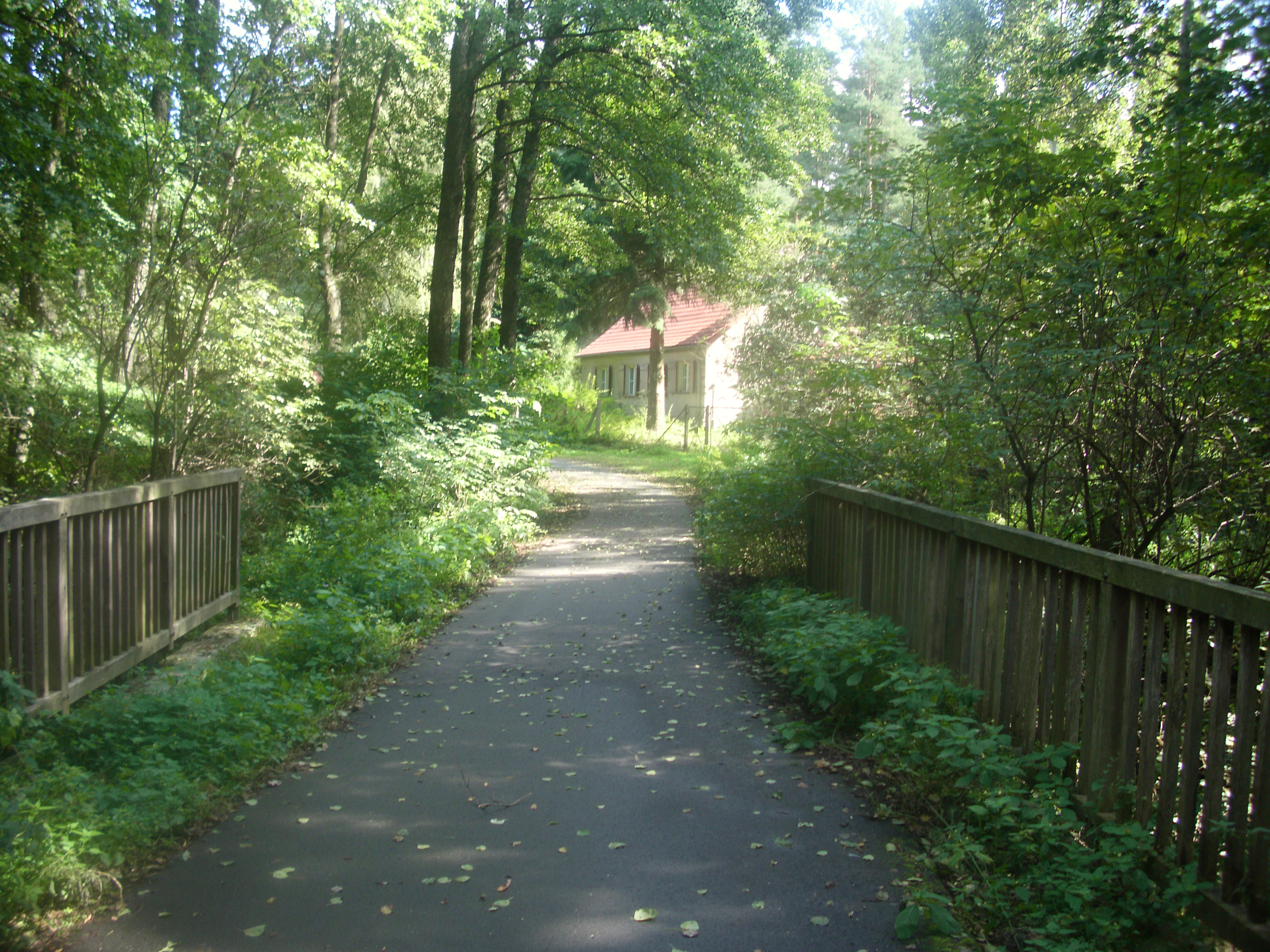
Blick von der Brücke über die Oelse zum Wohngebäude des Försters

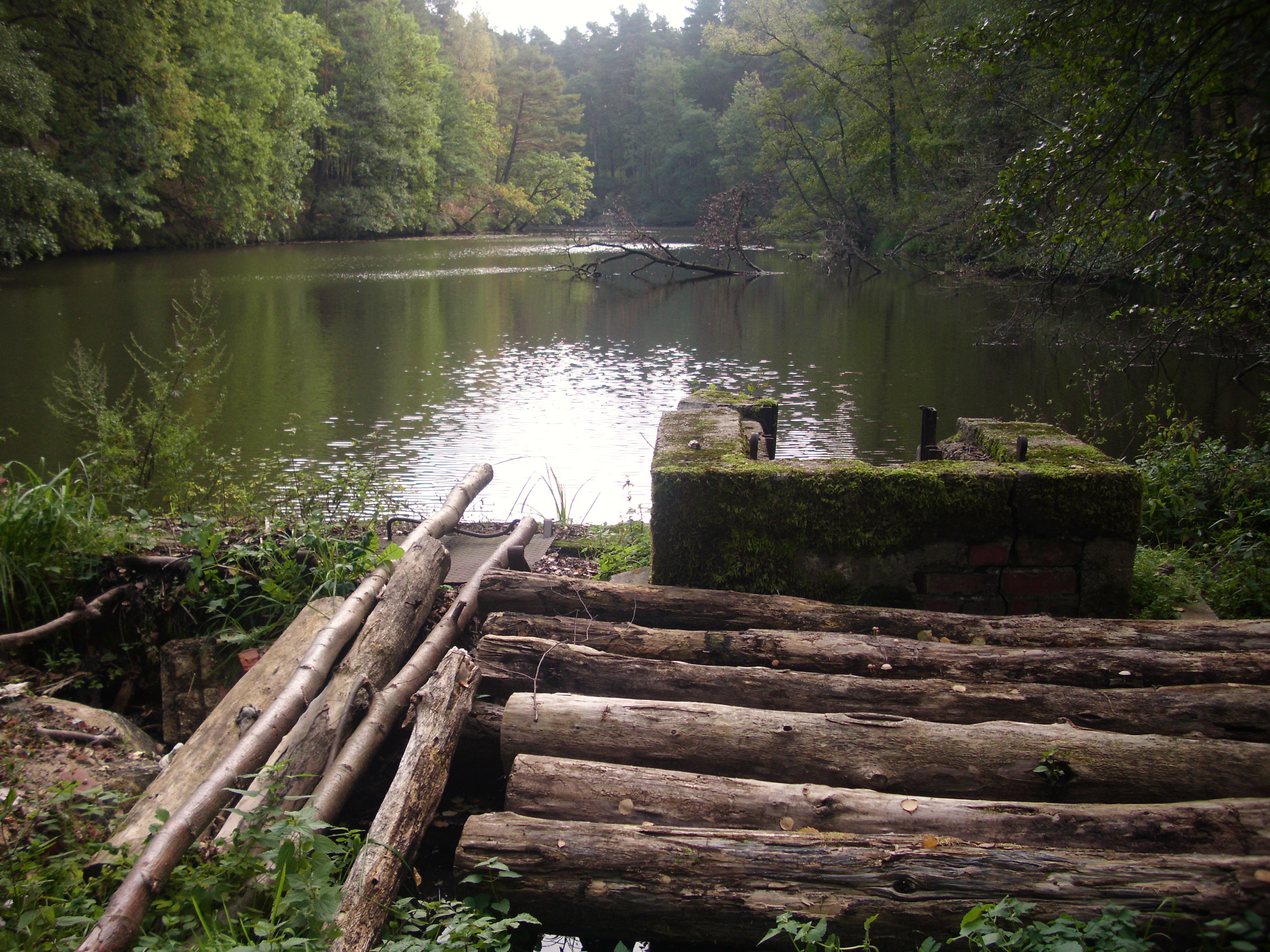
Reste der Walkemühle mit Blick auf den Mühlteich

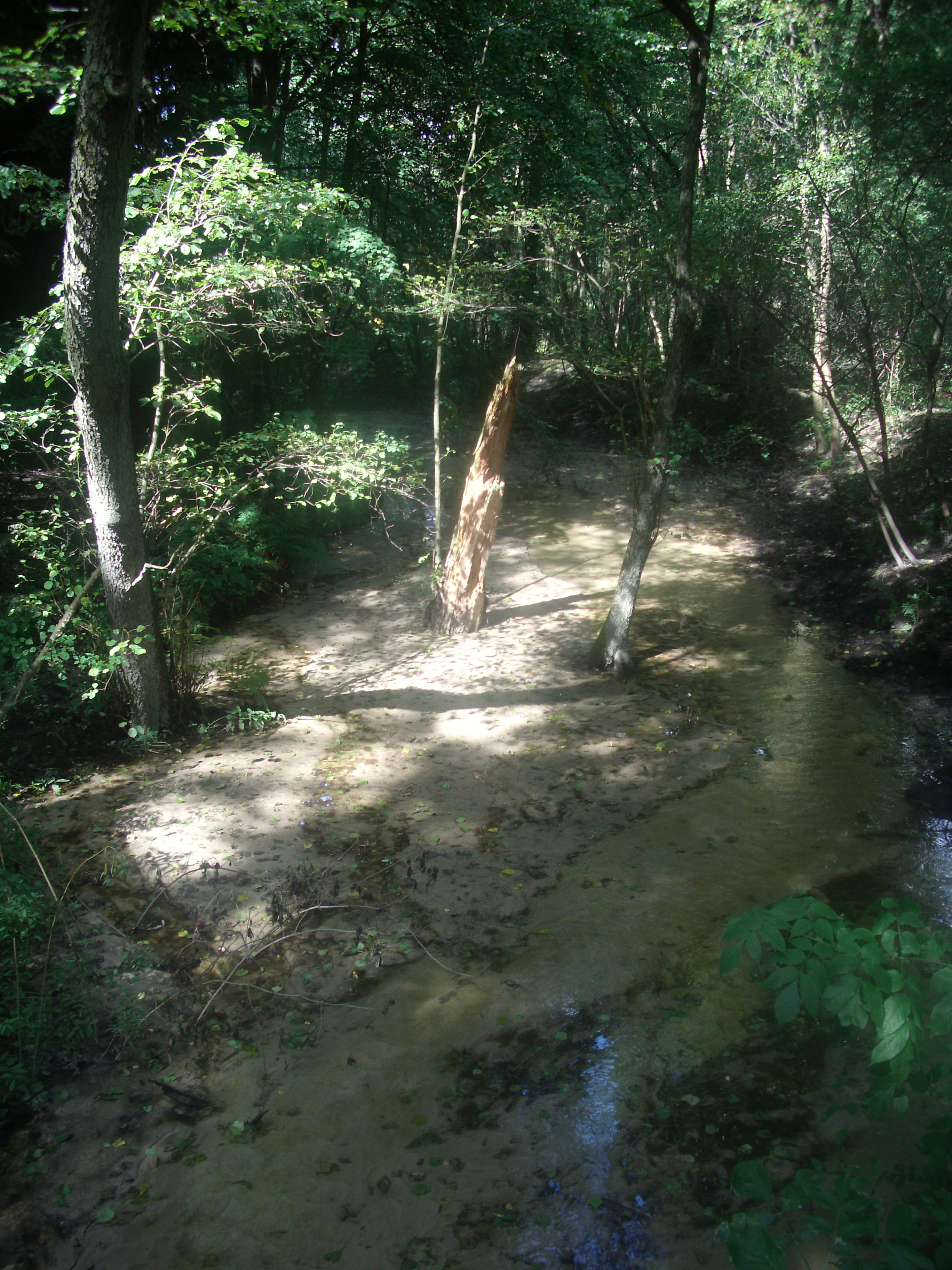
Die Oelse an der Walkemühle

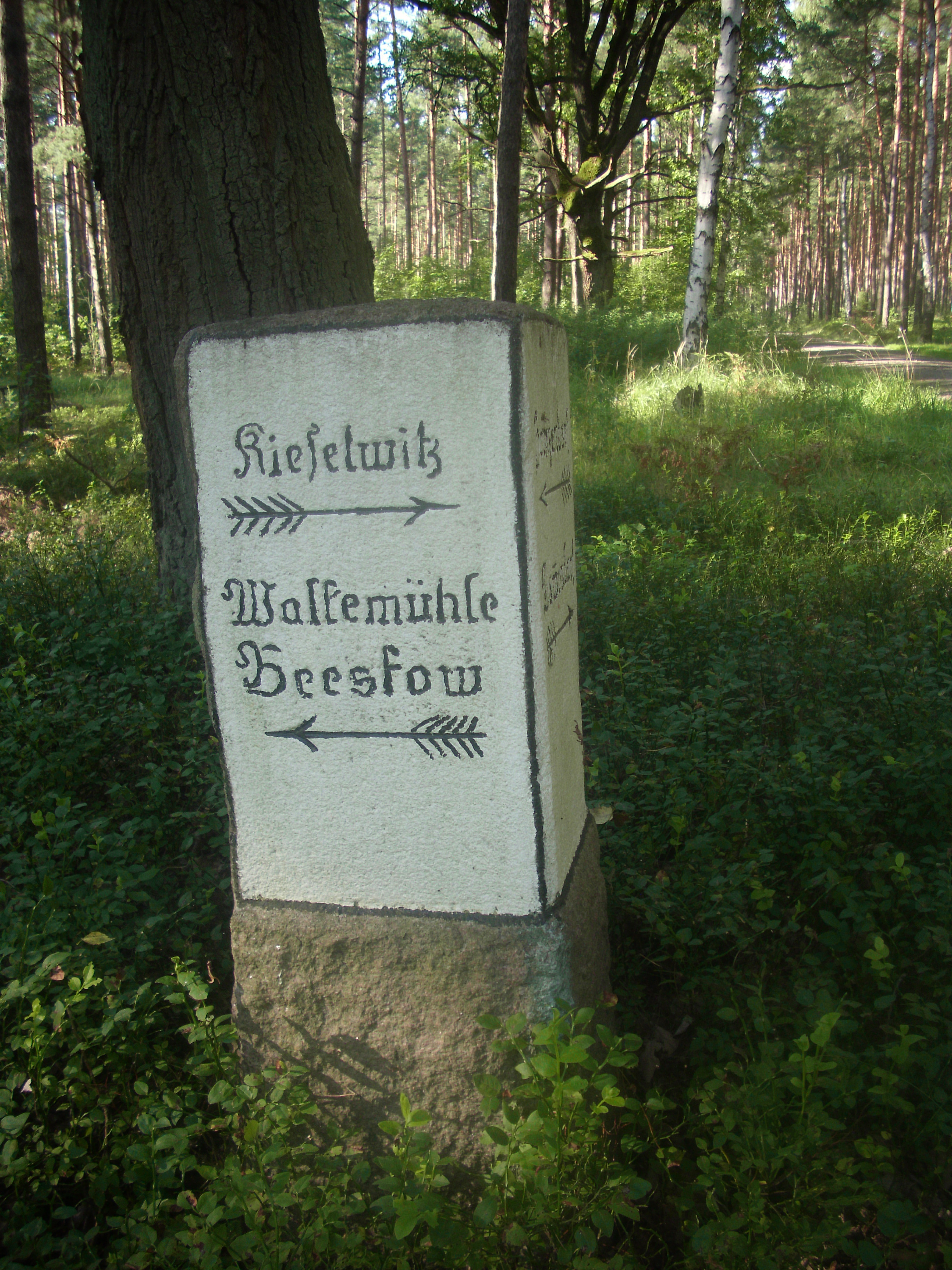
Wegemarkierung

Walkemühle ist ein Wohnplatz und eine ehemalige Wassermühle an der Oelse im Gemeindeteil Dammendorf der Gemeinde Grunow-Dammendorf im Landkreis Oder-Spree (Brandenburg). Sie wurde 1620 an der Stelle der früheren Jankemühle errichtet, die schon vorher ein paar Büchsenschüsse weiter Oelse aufwärts verlegt worden war.

## Lage
Der Wohnplatz Walkemühle liegt im Naturpark Schlaubetal zwischen Groß Briesen im Westen, Kieselwitz im Osten, Dammendorf im Norden und Chossewitz im Süden. Nördlich des Wohnplatzes und südlich des Oelsener Sees befindet sich der Walkemühlenteich, südlich der Mühle ist ein kleiner Mühlteich und südöstlich von ihr liegt der Wiesenteich im Wald.
Der ehemalige Mühlenstandort ist heute ein Wohnplatz von Grunow-Dammendorf in Brandenburg auf der Gemarkung von Dammendorf.

## Geschichte
Im Jahr 1620 wurde eine Brettmühle an der Oelse erbaut, nachdem es einige Jahre Streit um den Bauplatz einer solchen Mühle gab. Zunächst war ein Standort in der Nähe der Kieselwitzer Mühle vorgesehen. Der Abt des Klosters Neuzelle gab dazu sein Einverständnis, allerdings unter der  Bedingung, dass die neue Schneidemühle dem Kieselwitzer Müller verpachtet würde. Der Bruder des Kieselwitzer Müllers war allerdings schon negativ durch Wilddiebereien und Holzdiebstahl in den Ordenswäldern aufgefallen war und so nahm das Ordensamt wieder Abstand von diesem Plan. Man wählte nun einen anderen Platz an dem schon früher eine Mühle gestanden hatte, die Jankemühle, bevor sie ein paar Büchsenschüsse weiter Oelse aufwärts verlegt worden war. Dieses Areal grenzte direkt an die Feldmark von Groß Briesen, einer brandenburgischen Enklave des Amtes Beeskow. Als der Teichgräber zu graben begann, jagte ihn der Hauptmann von Beeskow Gebhard von Alvensleben davon mit der Begründung, der Teich läge auf der Feldmark von Groß Briesen. Das Baumaterial lag zwar schon bereit, doch nun ruhte der Bau für über ein Jahr. Der damalige Herrenmeister Markgraf Johann Georg von Brandenburg wandte sich in einem Schreiben direkt an den Kurfürsten und bat um eine gemeinschaftliche Kommission zur Klärung der Streitigkeiten. Der Johanniterorden bekam recht und so konnte die Schneidemühle 1620 errichtet werden.
Während des Dreißigjährigen Krieges lagerte der schwedische General Lennart Torstensson mit seinen Truppen im Kloster Neuzelle. Man warf ihnen vor, auf der Suche nach Baumaterial ganze Dörfer abzutragen. So wurden auch sämtliche Dielen- und Schalbretter aus der Schneidemühle gestohlen. Da wegen der Marodeure auch kein neues Holz beschafft werden konnte, lag die Mühle brach.
Im Jahre 1654 mietete das Amt die Kieselwitzer Schneidemühle für drei Jahre, um die nötigen Bretter für die neu zu errichtenden Gebäude im Gebiet des Ordensamtes zu erhalten. Ganz offensichtlich arbeitete damals die Schneidemühle noch nicht bzw. waren die Kriegszerstörungen noch nicht beseitigt.
Nach der Wieder-Inbetriebnahme der Schneidemühle schnitt man aus den Kieferstämmen meist Dielen, welche auf dem Wasserweg über Beeskow zollfrei nach Berlin geschifft wurden. Sie kamen dann auf dem Salzhof bei Spandau zum Verkauf. Die Gewinne waren jedoch recht gering, für Holz bekam man wenig Geld. Die Untertanen des Amtes waren verpflichtet, ihr Holz nur aus dieser Mühle zu kaufen. Jährlich wurde etwa 60 Schock Dielen geschnitten. Die Schneidemühle arbeitete in dieser Zeit aber unrentabel und machte kaum Gewinne. Das Amt wollte sie deshalb verpachten und fand 1707 in dem Pächter des Vorwerks Weichensdorf, Thomas Wilke, einen Käufer. Da er aber das Erbstandsgeld nicht aufbringen konnte, möglicherweise weil die Einnahmen so gering waren, wurde die Mühle im Jahre 1712 erneut veräußert. Der Handelsmann Christoph Kegeler aus Berlin wurde der neue Besitzer. Für Fichtenstämme aus den Ordenswäldern musste er vier Groschen pro Stück bezahlen, für Eichenstämme drei bis vier Groschen. Die Mühle wechselte dann weitere Male den Besitzer, bis sich Georg Reitsch im Jahre 1758 entschloss, einen Umbau zur Öl- und Grützmühle vornehmen zu lassen, da die Sägemühle allein nicht lohnte.
Die nächsten Pächter waren der Hofrat Lesemann und der Hofmauermeister Naumann, welche 1754 gemeinsam die Mühle pachteten. Sie wollten das Holz für Neubauten nach Berlin transportieren. Als jedoch die Zollstationen in Beeskow, Fürstenwalde und Köpenick die Gebühren drastisch anhoben, gaben sie die Mühle und den Holztransport auf. Von 1758 an musste das Ordensamt die Mühle wieder in Eigenregie betreiben, da sich kein Pächter mehr fand. 1760 kaufte der Maurermeister Weidner Tischlerbretter von der Schneidemühle.
Die Chossewitzer Untertanen waren dazu seit Jahren verpflichtet die Bretter bei der Schneidemühle aufzustellen und zum Verladeplatz zu transportieren. Als der Absatz sich wieder besserte, mussten 1767 auch die Untertanen aus Grunow, Mixdorf, Dammendorf, Oelsen und Klein Briesen die schwere Arbeit verrichten. Man drohte ihnen Zuchthausstrafen, Pfändungen und Zwangseinquartierungen an, falls sie sich weigern sollten und verhängte harte Strafen. Die Holzpreise stiegen und so lieferte man wieder auch nach Berlin. Die Schneidemühle warf damals einen jährlichen Reingewinn von 300 Talern ab. 1782 legte das Ordensamt Friedland bei der Schneidemühle eine Zollstelle an. Gegen diese Einrichtung beschwerte sich der Abt Edmund zu Neuzelle. Später ist von dieser Zollstelle allerdings keine Rede mehr. Der Topographisch-militairische Atlas von dem Koenigreiche Sachsen von 1810 verzeichnet die Mühle als Schneidemühle.
1811 waren neben der Schneidemühle aber auch eine Ölpresse, ein Wohnhaus, eine Scheune und ein Stall vorhanden. Die Aufsicht über die Mühle führte der Dammendorfer Oberförster gemeinsam mit dem Amtmann zu Friedland. Die Schneide- und Ölmühle hieß damals (auch) Dammendorfer Mühle und hatte (1818) sieben Einwohner.
Im Jahre 1831 wurde eine Walkmühle eingerichtet, was ihr den heute gebräuchlichen Namen einbrachte. 1833 wird der Müller Garlos erwähnt, 1840 Friedrich Wilhelm Garlipp.
Später wieder dem Amtmann aus Friedland unterstellt, ist sie vor 1897 in Besitz des Carl Kunther. Nach dem Ende des Zweiten Weltkrieges, 1946, stellte man das Sägewerk ein, bis 1957 wurde wieder Mehl gemahlen, im Jahre 1970 wurde das Mühlengebäude vollständig abgerissen. Erhalten geblieben sind das Wohnhaus, heute Wohnsitz des Försters, und die Stallung.
Die Walkemühle hatte zu DDR-Zeiten sogar eine eigene Postleitzahl: O-1231 Walkemühle, heute 15299.